# سیارک ۲۱۲۳۴
سیارک ۲۱۲۳۴ (به انگلیسی: 21234 Nakashima، نامگذاری:1995WG) بیست و یک هزار و دویست و سی و چهارمین سیارک کشف شده‌است که در ۱۶ نوامبر ۱۹۹۵ کشف شد.